# Holosteum
Holosteum és un gènere de plantes de flors amb dues espècies, pertanyent a la família (Caryophyllaceae). Natiu del sud d'Europa, centre i sud-oest d'Àsia i en Àfrica.
Són plantes herbàcies de vida caduca. Té una prima arrel amb primes tiges erectes. El gènere va ser nomenat per Linnaeus a causa de la naturalesa de la planta: en grec holos significa tots i osteon significa "os", refiriendose a la fragilitat de la planta.
Les flors són hermafrodites, però també poden ser unisexuals. Tenen 5 sèpals distints i de color verd. Tenen 5 pètals de color blanc o rosa.

## Taxonomia
- Holosteum brachypetalum  Bordz. 1912
- Holosteum cordatum L. 1753
- Holosteum liniflorum Steven ex Fisch. i C.A.Mey.
- Holosteum macropetalum Hausskn. i Bornm. ex Hausskn.
- Holosteum subglutinosum Klokov 1974
- Holosteum syvaschicum Kleopow 1939
- Holosteum umbellatum L. [1]